# Moorwasserspiegel
Mit Moorwasserspiegel wird der Wasserstand eines Hochmoores bezeichnet, das ähnlich einem vollgesogenen Schwamm einen über dem Grundwasserniveau liegenden eigenen Wasserspiegel aufweist.
Ein Hochmoor steht, im Gegensatz zu einem Niedermoor nicht mit dem Grundwasser in Verbindung. Es kann in Gebieten mit wasserundurchlässiger Schicht bei feuchtem Klima entstehen und dabei von der Mitte in die Höhe wachsen, so dass eine uhrglasförmige mehrere Meter hohe Schichtung entsteht. Der Wasserspiegel eines Hochmoores befindet sich dann etwa in Höhe der obersten Schicht. Der eigentliche Grundwasserspiegel liegt dabei unterhalb der wasserundurchlässigen Schicht.
Im Gegensatz dazu sind Niedermoore beispielsweise bei der Verlandung von nährstoffreichen Seen entstanden. Sie werden vom Grund- und Fließwasser versorgt und passen sich ihrer Umgebung fast vollständig an. Sie haben daher keinen eigenen Wasserspiegel.